# Szepetnek
Szepetnek (németül: Sepetnek, horvátul: Sepetnik) község Zala vármegyében, a Nagykanizsai járásban, 
a Zalai-dombságban, az Egerszeg–Letenyei-dombság területén. A településen polgárőrség működik.

## Fekvése
Szepetnek Nagykanizsával szomszédos település, tőle délnyugatra fekszik hét kilométerre, a Molnári felé vezető 6834-es út mentén. Északi szomszédjával, a mindössze 3 kilométerre fekvő Sormással és a 7-es főúttal a 6837-es út köti össze. Délnyugati irányból a legközelebbi szomszédja a 6 kilométerre fekvő Semjénháza, dél-délkelet felől pedig a hasonló távolságra elterülő (közigazgatásilag Nagykanizsához tartozó) Bajcsa, de utóbbival nincs közúti összeköttetése.
Határa igen nagy, zömében sík, kisebb részben dombos. A községen folyik át a Berki-patak. Eredetileg a Murával gyakorlatilag párhuzamos postaút mentére települt, számos mellékutcájával azonban többutcás falu.

## Településrészek
- Bánfapuszta
- Gyótapuszta
- Vöröshegy

## Története
A község nevével először 1184 és 1188 közötti forrásban találkozhatunk Scepethnuc alakban. Később a Sepethnuk (1325), Seputhnek (1419), Zepethnek (1493) formák használatosak. Szláv eredetű helységnév, közszói jelentése csatorna, patak, továbbá forrás, vízesés. Szent István korában már volt temploma, és jelentős helynek számított egyházi tizedbeszedő helyként is. 1390-ben azonban már a híres Kanizsai család tulajdona, melyért Egerszeget kellett cserébe adnia. Így lett Szepetnek később – fiúörökös híján, 1532-ben – a fiúsított Kanizsai Orsolya birtoka. Szepetnek még a reformáció idején is nagy pártfogójának, Nádasdy Tamás nádorispánnak és feleségének, Kanizsai Orsolyának – a 16. század egyik legműveltebb asszonyának, a reformáció és a magyar nyelv terjesztőjének – a birtokaihoz tartozott. A középkorban jelentős, virágzó mezővárosvolt / 1325: heti vásár, 1435: oppidum/. A törökellenes küzdelmek időszakában többször elpusztult. Kanizsa török alóli felszabadulása után / 1690 / újranépesítették a falut: a végvári harcokban részt vett  magyar, horvát, szlovén katonákat telepítették, akik kiváltságot is kaptak / Szepetneki Pátens 1695 /. Szepetnek címerét körülfogja a szablyát tartó védelmező kar / az oldalkép címerközlésnél ez lemaradt /.1844-től az új birtokos a főúri Batthyány család. 1757-ben Németújvár környékéről német nyelvű és ev. vallásúak áttelepítése történt. Gazdasági fellendülés történt.
Az 1848/49-es forradalomban és szabadságharcban részt vettek a szepetnekiek, Királyi Pál innen szervezte a népfelkelést, s vezetésével részt vettek a Muraköz felszabadításában is.
A polgárosodás a XIX. sz. második felében szintén jelentős volt: gazdasági, népességi gyarapodás,oktatási, kulturális és közösségi / egyesületek, szervezetek létrejötte / fejlődés volt a jellemző. Az 1. és 2. világháborúk korszakai hol megtörést, máskor újabb fellendülést jelentettek.

## Közélete

### Polgármesterei
- 1990–1994: Dr. Nagy Árpádné (független)[6]
- 1994–1998: Dr. Nagy Árpádné (független)[7]
- 1998–2002: Dr. Nagy Árpádné (független)[8]
- 2002–2006: Grabant János (független)[9]
- 2006–2010: Grabant János (független)[10]
- 2010–2014: Vlasicsné Fischl Tímea (független)[11]
- 2014–2019: Vlasicsné Fischl Tímea (független)[12]
- 2019–2024: Vlasicsné Fischl Tímea (független)[13]
- 2024– : Gergály Szabolcs (független)[1]

## Népességi adatok
A település népességének változása:
| Lakosok száma | 1589 | 1565 | 1562 | 1489 | 1453 | 1443 | 1436 |
|               | 2013 | 2014 | 2015 | 2021 | 2022 | 2023 | 2024 |

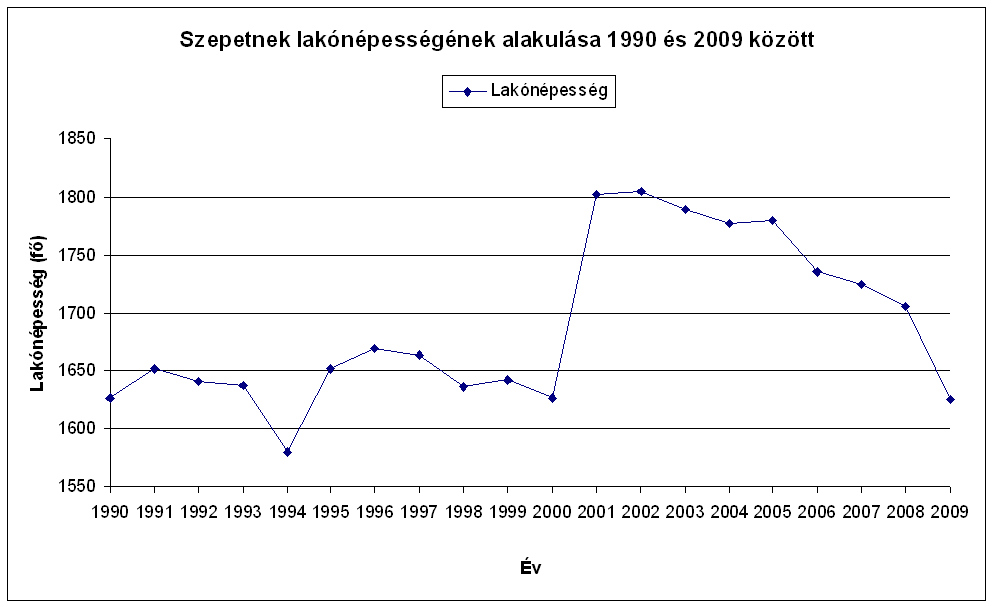
Szepetnek lakónépességének alakulása 1990 és 2009 között

A 2011-es népszámlálás idején a nemzetiségi megoszlás a következő volt: magyar 85,2%, cigány 4%, horvát 4,67%, német 5,77%. A lakosok 71,7%-a római katolikusnak, 2% reformátusnak, 5,4% evangélikusnak, 5,34% felekezeten kívülinek vallotta magát (14,5% nem nyilatkozott).
2022-ben a lakosság 90,1%-a vallotta magát magyarnak, 4% németnek, 3,7% horvátnak, 2% cigánynak, 0,1-0,1% szerbnek, ukránnak, szlovénnek és románnak, 1% egyéb, nem hazai nemzetiségűnek (9,8% nem nyilatkozott; a kettős identitások miatt a végösszeg nagyobb lehet 100%-nál). Vallásuk szerint 47,3% volt római katolikus, 3,2% evangélikus, 1,1% református, 1,1% egyéb keresztény, 1,4% egyéb katolikus, 6,6% felekezeten kívüli (39,2% nem válaszolt).

## Híres szülöttei, nevezetes személyiségei
- Királyi Pál (Szepetnek, 1818. augusztus 10. – Budapest, 1892. május 25.) honvédőrnagy, országgyűlési képviselő, újságíró.
- Varga Ottó (Szepetnek, 1909. november 22. – Budapest, 1969. június 14.) matematikus, egyetemi tanár.
- Szepetneki János (–1555) hitéért mártírhalált halt énekszerző.
- Kardos (Keresztelő) János (1801–1873) evangélikus lelkész, író, műfordító.
- Bokányi György (1813–1893) római katolikus plébános, kanonok, a népiskolai oktatás fejlesztője.
- Mihályfi Ákos (1863–1937) római katolikus pap, egyházi író, egyetemi tanár.
- Bertalan Vince (1857–1917) pedagógus, pedagógiai szakíró.
- Mulasics László (1954–2001) képzőművész, festőművész.

## Nevezetességei

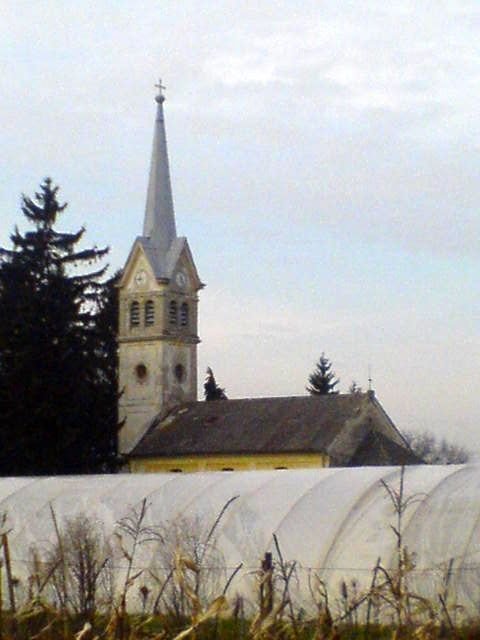
Az evangélikus templom Szepetneken

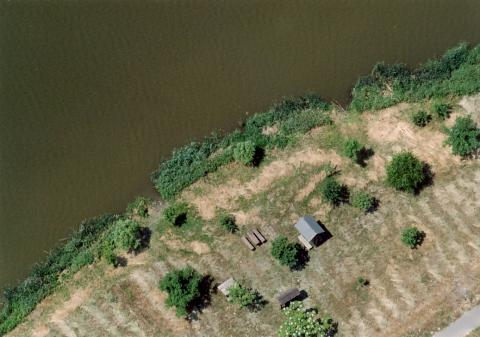
A víztározó légifotója

- Római katolikus templom: A település legjelentősebb kultúrtörténeti emléke az 1752-ben felszentelt, barokk stílusú, műemlék jellegű katolikus templom. Hársfából faragott szószéke feltehetőleg XVIII. századi eredetű, oltára 1900-ban készült. Érdekessége, hogy a templom oldalhajójában helyezkedik el és a sekrestye felől közelíthető meg. A szószék közelében található a Batthyány család címere.
- Feszület a római katolikus templom kertjében: kronosztikonnal
- Evangélikus templom: 1822-ben épült torony nélkül, majd 1832–1834 között az akkori evangélikus lelkész, Kardos János építtetett elé tornyot.[16]
- Batthyány-kúria
- Jóléti-víztározó: A község határában, 23 hektárnyi területen a kikapcsolódás, üdülés lehetőségével.
- Szent István szobra
- Királyi Pál szobra
- Királyi Pál dombormű
- I. világháborús hősök emlékműve
- II. világháborús hősök és áldozatok emlékműve
- 1956 Emléktábla
- Szepetneki drótosok: távírda- és telefonhálózat építőinek emlékhelye
- Királyi Pál Általános Iskola épülete
- Közös Kincsünk Szepetnek, szepetneki horvát, német és roma nemzetiségek helytörténeti gyűjteménye
- Kőkereszt a Széchenyi téri útelágazásnál
- Sírkamrák sora a temetőben

## Oktatási Intézmények
A település önkormányzata Általános Művelődési Központot tartott fenn 2011-ig, mely magában foglalta az óvodát, az általános iskolát, a könyvtárat és a közművelődési tevékenységet.
Jelenleg működő oktatási intézmények: 
- Királyi Pál Óvoda és Általános Művelődési Központ
- Királyi Pál Általános Iskola
- Könyvtár

## Helyi egyesületek, alapítványok
- Faluvédő és Faluszépítő Egyesület
- Horgász Egyesület
- Királyi Pál Kulturális Egyesület
- Horgász Egyesület
- Polgárőr Egyesület
- Szepetnek Sport Egyesület
- Nefelejcs Egyesület
- AranySzív Szociális Szövetkezet
- Önkéntes Tűzoltó Egyesület

## Díjak
- A település 1994-ben elnyerte a Virágos Magyarországért díjat.
- 2001-ben a Polgárőr egyesület közreműködésével Szepetnek elnyerte a Biztonságos település kitüntető címet.

## Testvértelepülések
Szepetneknek 4 testvértelepülése van.
- Grimmenstein (Ausztria)
- Csente (Szlovénia)
- Marcelháza (Szlovákia)
- Légrád (Horvátország)

## Külső hivatkozások
- Szepetnek honlapja